# Santa Úrsula
Santa Úrsula er en by og kommune i det sydvestlige Spanien på øen Tenerife i provinsen Santa Cruz de Tenerife, De Kanariske Øer. Den har et indbyggertal på 15.386 (2024) indbyggere.